# Cortes y Graena
Cortes y Graena är en kommun i Spanien.   Den ligger i provinsen Provincia de Granada och regionen Andalusien, i den södra delen av landet, 300 km söder om huvudstaden Madrid. Antalet invånare är 1 036. Arean är 22,5 kvadratkilometer. Cortes y Graena gränsar till La Peza, Darro, Purullena, Marchal, Beas de Guadix, Polícar och Lugros. 
Terrängen i Cortes y Graena är platt åt sydost, men åt nordväst är den kuperad.